# Юй Юцзюнь
Юй Юцзю́нь (род. 28 января 1953 года) - китайский политик, член ЦК КПК (2007-2008), заместитель министра культуры КНР (2007-2008), губернатор провинции Шаньси (2005-2007), мэр г. Шэньчжэнь (2000-2003).
Член КПК с июня 1976 года, член ЦК КПК 17 созыва (был выведен из его состава в октябре 2008 года).

## Биография
Получил докторскую степень по философии.
В 1994-2000 годах завотделом пропаганды и член посткома Гуандунского провинциального комитета.
В 2000-2003 гг. мэр г. Шэньчжэнь (пров. Гуандун).
В 2003-2005 гг. замглавы парткома пров. Хунань.
В 2005-2007 годах губернатор провинции Шаньси.
В 2007-2008 годах парторг министерства и заместитель министра культуры КНР.
В октябре 2008 года 3-й Пленум ЦК КПК 17-го созыва рассмотрел и принял доклад о результатах проверки Юй Юцзюня, представленный ЦКПД КПК, и принял решение о его выведении из состава ЦК партии и подтвердил вынесенное в сентябре решение Политбюро ЦК КПК о наложенном на него взыскании, установившем ему испытательный срок с оставлением в партии на два года.
С февраля 2011 года замначальника Канцелярии Госсовета КНР по координации работы по реализации проекта по переброске водных ресурсов из южных в северные районы страны (Поворот китайских рек).